# Maulika decemmaculata
Maulika decemmaculata là một loài bọ cánh cứng trong họ Chrysomelidae. Loài này được Basu & Sengupta miêu tả khoa học năm 1980.